# Jurij Prochorenko
Jurij Serhijowycz Prochorenko (ukr. Юрій Сергійович Прохоренко, ur. 9 marca 1951 w Kirowohradzie) – ukraiński lekkoatleta startujący w barwach Związku Radzieckiego, specjalista skoku o tyczce, złoty medalista halowych mistrzostw Europy z 1976.
Zajął 6. miejsce w skoku o tyczce na halowych mistrzostwach Europy w 1975 w Katowicach. Na kolejnych halowych mistrzostwach Europy w 1976 w Monachium zwyciężył w tej konkurencji, wyprzedzając Anttiego Kalliomäkiego z Finlandii i Renato Dionisiego z Włoch.
Na igrzyskach olimpijskich w 1976 w Montrealu zajął 10. miejsce. Zajął 4. miejsce na halowych mistrzostwach Europy w 1978 w Mediolanie. Wystąpił na igrzyskach olimpijskich w 1980 w Moskwie, ale nie zaliczył żadnej wysokości w eliminacjach.
Był brązowym medalistą mistrzostw ZSRR w skoku o tyczce w 1979 i 1980, a w hali był mistrzem ZSRR w 1976 i 1979.
Trzykrotnie poprawiał rekord ZSRR w tej konkurencji do wyniku 5,53 m, osiągniętego 30 maja 1976 w Monachium. Był pierwszym radzieckim tyczkarzem, który pokonał wysokość 5,50 m (22 maja 1976 w Kijowie, razem z Władimirem Kiszkunem). Był również rekordzistą ZSRR w hali (5,57 m w 1979 w Leningradzie).
Jego rekord życiowy w skoku o tyczce wynosił 5,60 m. Został ustanowiony 21 czerwca 1980 w Leningradzie.